# Walter Herschel Beech
Walter Herschel Beech (Pulaski, 30 gennaio 1891 – Wichita, 29 novembre 1950) è stato un imprenditore e aviatore statunitense.

## Biografia
Beech iniziò a volare a soli 14 anni su un aliante progettato e costruito da lui stesso. Dopo essersi arruolato nella Aviation Section, U.S. Signal Corps ed aver partecipato alla prima guerra mondiale, ritornato negli Stati Uniti alla fine del conflitto entrò a far parte della Swallow Airplane Company in qualità di pilota collaudatore e diventandone in seguito General manager.
Nel 1924, Beech e Clyde Vernon Cessna fondarono la Travel Air Manufacturing Company, azienda che in quegli anni detenne il primato mondiale di produzione di aerei commerciali mono e biiplani. Quando successivamente la Travel Air si fuse con la Curtiss-Wright Airplane Company Beech assunse il ruolo di vicepresidente della nuova società.
Nel 1932 fondò, assieme alla moglie Olive Ann Beech, la Beech Aircraft Company producendo inizialmente modelli di qualità tali da partecipare e vincere il Bendix Trophy. Nel corso della seconda guerra mondiale, la sua azienda produsse oltre 7 400 aerei militari. Il bimotore da addestramento Beechcraft AT-7/C-45, venne impiegato per istruire più del 90% dei navigatori/puntatori ed il 50% dei piloti destinati ai plurimotori della United States Army Air Forces (USAAF).
Beech morì a seguito di un attacco cardiaco il 29 novembre 1950 ed è sepolto, assieme alla moglie, all'Old Mission mausoleum di Wichita, nel Kansas.